# Hexetidina
La hexetidina es un fármaco antiséptico con efecto bacteriostático de uso tópico sobre mucosas, utilizado más frecuentemente sobre la mucosa oral en forma de colutorio y enjuague bucal.

## Indicaciones
- Alivio sintomático de afecciones de la cavidad bucal (encías, paladar) que cursen con componente
infeccioso, por ejemplo, gingivitis, estomatitis, periodontitis o aftas.
- Halitosis.
- Alivio sintomático de las afecciones faríngeas, por ejemplo, faringitis o glositis.

## Contraindicaciones
- Hipersensibilidad a la hexetidina o alguno de los compuestos constituyentes de la presentación comercial (excipientes).
- El uso continuado puede provocar irritación y sequedad de mucosas.

## Efectos secundarios
Dadas sus características y su uso tópico, es sumamente improbable la aparición de efectos secundarios, salvo en caso de hipersensibilidad.

### Presentaciones.
Suele presentarse en forma de solución para uso oral, a concentraciones en torno al 0.1 % (0,1 g en 100 mL)
Entre los excipientes habituales para este producto nos podemos encontrar:
- Sacarina sódica,
- Etanol (5,1 % v/v), (especial cuidado en pacientes en tratamiento con disulfiram, o en caso de deglución de altas dosis en niños y ancianos)
- Polisorbato 60,
- Salicilato de metilo,
- Aceite de clavo,
- Mentol,
- Aceite esencial de menta,
- Eucaliptol,
- Azorrubina (E-122)
- Ácido cítrico
- Aceite de anís
- Agua purificada.